# Christian Cullen
Christian Cullen, född 12 februari 1976 i Paraparaumu, Wellington, Nya Zeeland, är en nyzeeländsk rugbyspelare och skådespelare.
Cullen spelar som back i Wellington Hurricanes.